# 聖奧拉夫鎮區 (明尼蘇達州奧特泰爾縣)
聖奧拉夫鎮區（英語：St. Olaf Township）是位於美國明尼蘇達州奧特泰爾縣的一個行政鎮區。

## 歷史
聖奧拉夫鎮區原名為牛津鎮區（Oxford Township），於1869年設立，1870年改為現稱。現稱得名自挪威國王奥拉夫二世。

## 地方資料
聖奧拉夫鎮區的面積為93.36平方千米，當中陸地面積為82.65平方千米，而水域面積為10.71平方千米。根據2020年美國人口普查的數據，當地共有人口395人，而人口密度為每平方千米4.23人。